# Cecina Decio Massimo Basilio
Flavio Cecina Decio Massimo Basilio iunior (in latino Flavius Caecina Decius Maximus Basilius; fl. 480-483) è stato un politico italiano durante il regno di Odoacre, Console e Prefetto del pretorio d'Italia.

## Biografia
Apparteneva alla nobiltà italica, facendo parte della influente gens Caecina. Figlio di Cecina Decio Basilio, fratello di Cecina Mavorzio Basilio Decio (console nel 486) e Decio Mario Venanzio Basilio (console nel 484), fu padre di Teodoro, console del 505, Flavio Albino, console nel 493, Flavio Avieno, console del 501, e Flavio Importuno, console del 509.
Fu console nel 480, scelto per la pars Occidentalis ; non ebbe colleghi, né in Oriente né in Occidente, ma fu riconosciuto in Oriente. Fu prefetto del pretorio d'Italia nel 483, dopo aver ricevuto il rango di patricius; durante il suo mandato vi fu il concilio per l'elezione del Papa, al quale Basilio partecipò come rappresentante di Odoacre.
Proprietario di una casa a Roma sull'Aventino, sosteneva il partito dei Verdi; esiste un sedile riservato al Colosseo che reca un'iscrizione riferibile a Basilio o a suo padre.